# Afwillita
La afwillita es un mineral de la clase de los nesosilicatos. Fue descubierta en 1925 en Kimberley (Sudáfrica), siendo nombrada así en honor de A.F. Williams, prospector de diamantes.

## Características químicas
Es un silicato hidroxilado e hidratado de calcio. La estructura molecular es de nesosilicato con tetraedros de sílice aislados y cationes en coordinación seis o mayor.
Además de los elementos de su fórmula, suele llevar como impurezas: aluminio, hierro, magnesio y flúor.

## Formación y yacimientos
Se forma como producto del metamorfismo de contacto en rocas calizas.
Suele encontrarse asociado a otros minerales como: apofilita, natrolita, taumasita, merwinita, spurrita, gehlenita, ettringita, portlandita, hillebrandita, foshagita, brucita o calcita.

## Usos
Es uno de los silicatos cálcicos que se forman cuando el cemento Portland se consolida, el cual basa su fuerza en la deshidratación de estos silicatos.